# Temple funéraire de Mérenptah
Le temple funéraire de Mérenptah est un temple de l'Égypte antique situé dans la nécropole thébaine, sur la rive ouest du Nil, près du village actuel de Qurna, en face de la ville de Louxor. Il s'agit du temple des millions d'années du pharaon Mérenptah, fils et successeur de Ramsès II. Ce monument est aujourd'hui presque entièrement détruit.

## Description

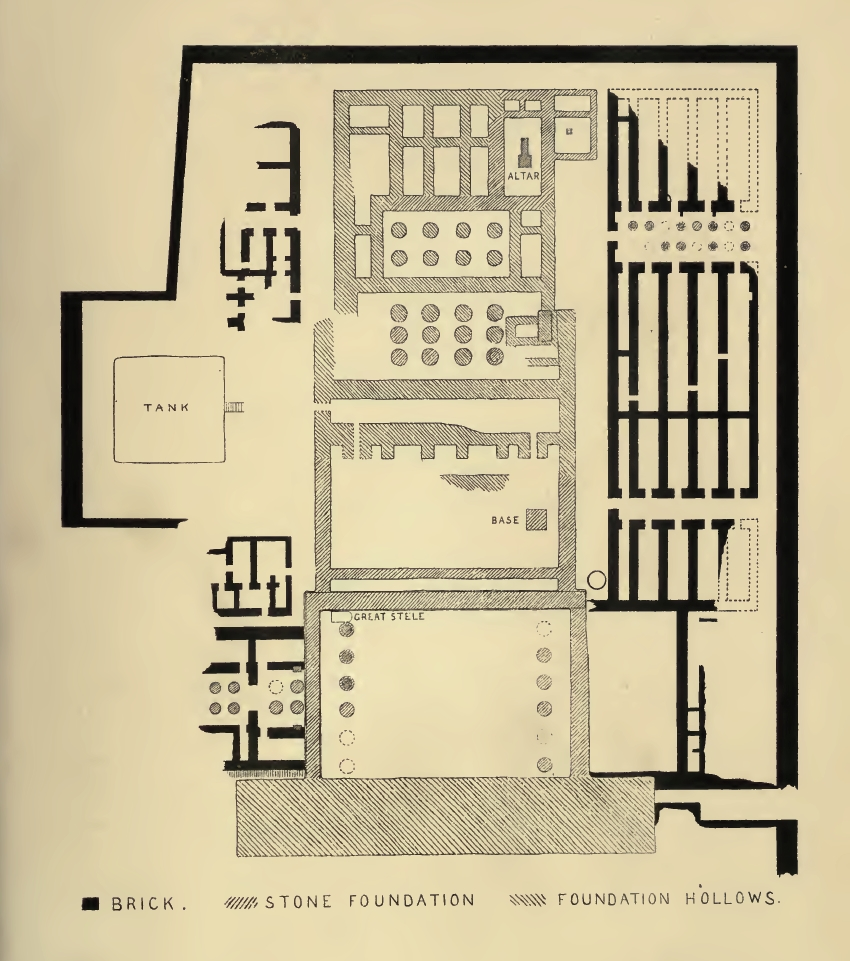
Plan du temple d'après Flinders Petrie.

Le temple est situé dans la même zone que les autres temples funéraires de la nécropole thébaine, à environ quatre-cents mètres au sud du Ramesséum et à environ sept-cents mètres au nord du temple de Ramsès III. L'alignement de ces édifices suggère qu'ils ont été construits le long d'un canal ou d'un bras du Nil aujourd'hui disparu. Le temple de Mérenptah se situe à l'angle nord-ouest de l'Amenophium dont il empiète sur l'enceinte. En fait, le temple de Mérenptah a été presque entièrement construit de pierres provenant du temple funéraire d'Amenhotep III.
Le complexe funéraire mesure environ cent-vingt mètres de long pour cent mètres de large. La partie principale, construite en pierre (calcaire et grès), est organisée selon un plan relativement classique : un premier pylône ouvre sur une première cour, puis un second pylône donne accès à une autre cour. Depuis la seconde cour, on accède à l'intérieur du temple. Celui-ci se compose de deux salles hypostyles successives et finalement du sanctuaire. Le reste du temple a été construit en briques et se compose d'un palais et de diverses pièces de stockage et d'entretien,.

## Histoire

### Construction et destruction
Le temple fut construit en quelque cinq années, aux alentours de -1210. Ce temple était censé assurer le culte du pharaon Mérenptah après sa mort et assurer l'immortalité de son âme. Les ouvriers employèrent de nouveaux matériaux pour la construction mais réutilisèrent aussi largement ceux provenant de l'Amenophium voisin. Bien que construit à peine cent-cinquante ans plus tôt, le temple funéraire d'Amenhotep III était déjà en grande partie détruit sous le règne de Mérenptah, probablement la conséquence d'un séisme majeur. Les ouvriers de Mérenptah auraient alors entrepris le démontage de l'Amenophium de manière systématique et rationnelle. Ainsi, les matériaux réutilisés inclurent aussi bien des pierres employées dans la construction du temple que les briques utilisés dans les parties annexes et les murs d'enceintes. Stèles et statues furent aussi réutilisées,. Ces éléments furent alors redécorés, les blocs de pierre étant par exemple plâtrés et resculptés tandis que le verso des stèles était gravé de nouveaux textes.
La période exacte de la destruction du temple est inconnue mais elle est antérieure à la période ptolémaïque puisque le temple était utilisé comme carrière de calcaire sous la dynastie lagide. En fait, certains blocs de pierre du temple de Mérenptah furent utilisés dans la construction du temple funéraire de Ramsès III à la dynastie suivante. De plus, certains récits de bataille de Ramsès III contre les peuples de la mer, sculptés sur les murs de son temple, pourraient être des copies de textes décorant originellement le temple funéraire de Mérenptah.

### Redécouverte et conservation

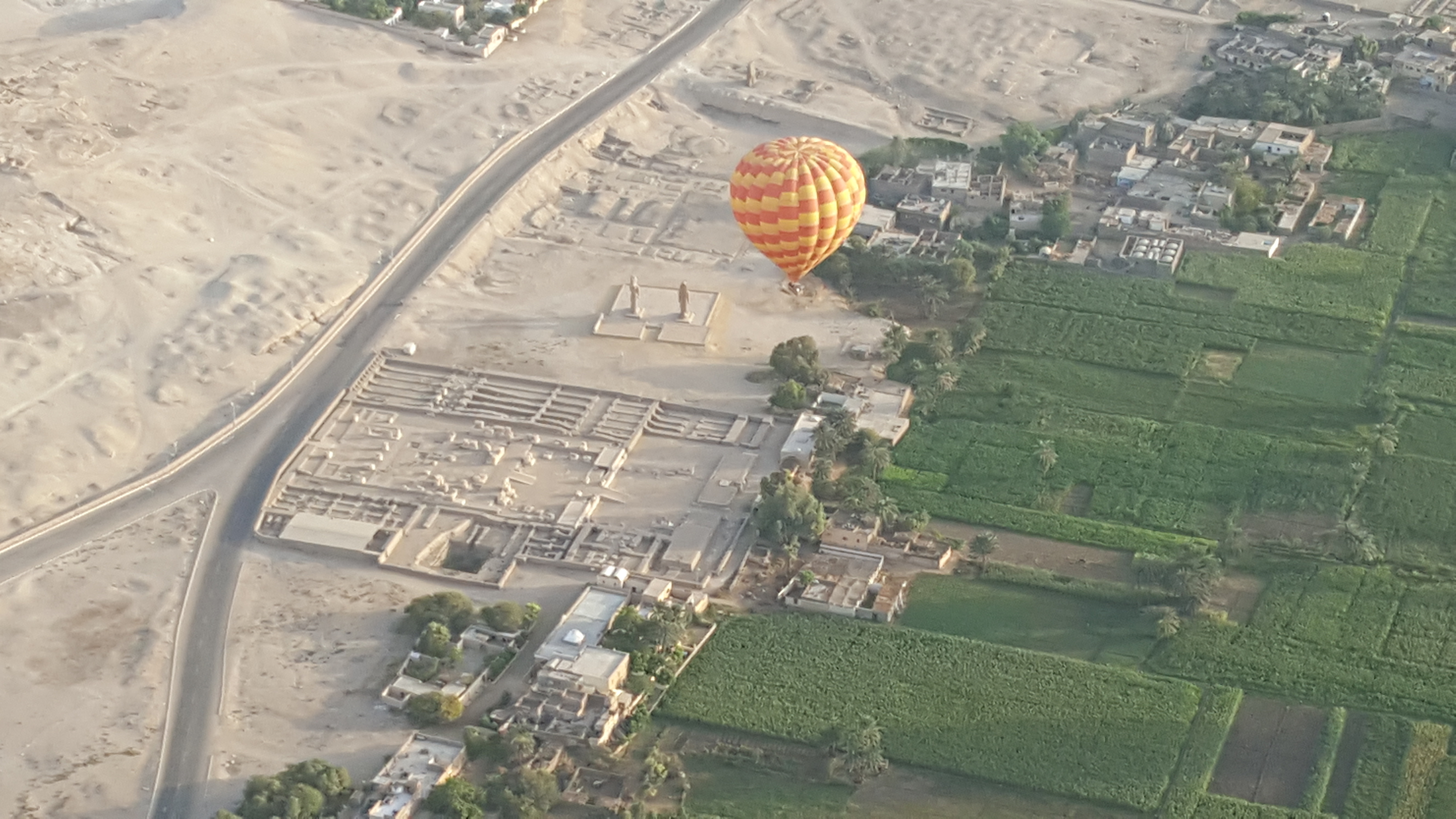
Vue aérienne du temple.

Lorsque les savants français de la Commission des sciences et des arts visitèrent la nécropole thébaine lors de la campagne d'Égypte de Bonaparte (1798-1801), le temple était déjà entièrement ruiné et utilisé comme source de pierre calcaire par les habitants des environs pour la fabrication de la chaux,. Le temple funéraire de Mérenptah ne fut véritablement découvert que plusieurs décennies plus tard. Les vestiges du temple furent d'abord attribués à Amenhotep III en raison de l'importante réutilisation de pierres provenant de l'Amenophium. Le temple fut étudié pour la première fois par Flinders Petrie en 1896. L'égyptologue britannique souhaitait à l'origine fouiller le temple des millions d'années d'Amenhotep III mais la concession de ce dernier fut réservée à Jacques de Morgan, directeur du Service des antiquités de l'Égypte. Petrie dut se contenter du petit temple voisin qu'il attribua à Mérenptah. Le Britannique dégagea les vestiges de l'édifice qu'il fouilla en détail et en dressa les plans. Petrie excava un certain nombre d'objets dont des morceaux de sphinx, des statues divines et royales, des effigies de chacals, des stèles, des ostraca et de la poterie. Ironiquement, le Britannique découvrit plus de pièces provenant de l'Amenophium dans le temple de Mérenptah que Morgan dans le temple même d'Amenhotep III. Des blocs du temple d'Amenhotep III démontés et utilisés tels quels dans les fondations du temple de Mérenptah furent particulièrement bien préservées et conservèrent leurs décorations et reliefs d'origine. Petrie découvrit également dans le temple la fameuse stèle de la Victoire, une stèle de granite également empruntée à Amenhotep III dont le verso vierge fut sculpté sous Mérenptah. Le texte inscrit sur la stèle, relatant les victoires militaires de Mérenptah, a été le sujet de nombreux débats car il pourrait contenir l'une des plus anciennes mentions d'Israël.
Plus récemment, le temple funéraire de Mérenptah a été étudié et restauré par une équipe de l'Institut suisse de recherches architecturales et archéologiques de l'Ancienne Égypte dirigée par Horst Jaritz. Après dix-sept ans de travaux échelonnés entre 1971 et 2002, le monument a été officiellement ouvert au public en avril 2002.